# David Boren
Pour les articles homonymes, voir Boren.
David Lyle Boren (né le 21 avril 1941 à Washington D.C. et mort le 20 février 2025 à Norman (Oklahoma)) est un universitaire et homme politique américain de l’État d’Oklahoma. 
Démocrate, il est le 21e gouverneur de l’Oklahoma de 1975 à 1979 et membre du Sénat des États-Unis de 1979 à 1994. Il est ensuite président de l’université de l'Oklahoma. Il détient le plus long mandat en tant que président du Senate Select Committee on Intelligence (Commission du Sénat sur le Renseignement). Il préside ensuite conjointement avec le président non-partisan du Conseil consultatif sur le Renseignement, l’Intelligence Advisory Board.

## Biographie
David L. Boren est né à Washington DC, de Christine (née McKown) et Lyle Hagler Boren. En 1963, il est diplômé de l’Université Yale, parmi les meilleurs de sa promotion en histoire américaine et est élu membre de la fraternité Phi Beta Kappa. Membre du Parti conservateur de Yale, il est élu président de l’Union politique de l’université et adhère également à Skull and Bones (association étudiante). En 1965, il obtient la bourse d’excellence Rhodes Scholar destinée aux étudiants étrangers de l’Université d'Oxford après son master en philosophie, politique et économie, et intègre son comité de sélection. En 1968, il est diplômé en droit de l’Université d’Oklahoma.
Pendant la guerre du Viêt Nam, David L. Boren a servi dans l’Army National Guard (Garde Nationale des Forces Armées) de 1968 à 1974, et a atteint le grade de capitaine. Secrètement, David L. Boren a servi un comité législatif afin d’enquêter sur l’Université d’Oklahoma qui a permis au militant noir, socialiste et pacifiste Paul Boutelle d’y prononcer un discours.[Quoi ?] Durant son mandat à la Chambre des représentants, David L. Boren a été également professeur à l’Université Baptiste d’Oklahoma.
David L. Boren est ami et associé de Carl Albert avec plusieurs porte-paroles de la Chambre des Représentants[Quoi ?]. Le directeur de cabinet de Carl Albert, Charles Ward est par la suite devenu le directeur de cabinet de David L. Boren après son entrée au Sénat.

### Famille
La famille Boren est impliquée depuis trois générations dans la politique publique. Son père, Lyle Boren sert entre 1937 et 1947 la Chambre des représentants des États-Unis (OK-04). 
Son fils, Dan Boren, occupe aussi ce poste de 2005 à 2013 (OK-02), représente l’État d’Oklahoma à la Chambre des représentants des États-Unis. Sa fille, Carrie, ancienne actrice, est directrice pour l’évangélisme du diocèse épiscopal de Dallas.